# 莉安·蒂爾南謀殺案
莉安·蒂爾南谋杀案是英国一起备受关注的儿童謀殺案，涉及一名16岁女学生——莉安·蒂爾南（Leanne Tiernan）。2000年11月26日，莉安在从西约克郡利兹完成圣诞购物后回家途中在离家不到一英里的地方被绑架，并在幾日后遭謀殺。隨後进行的失踪人口调查是西约克郡警方历史上规模最大的调查之一，搜查涉及约1,750栋建筑物，警方同時对32口排水井进行水下搜索、甚至排干两英里长的运河并停止附近一帶的家庭垃圾收集。
莉安的尸體于2001年8月20日在林德利伍德水庫附近的樹林被發現，該處仅距離奧特利的一處停車場僅50碼（46），坐落於北约克郡和西约克郡边界。在莉安的尸体被发现后，警方从200人身上提取了DNA样本，其中包括莉安家人、朋友以及居住在该地区的性犯罪前科犯。隨後，法医证据让警方找到了凶手约翰·泰勒（John Taylor），他與莉安住在同一個住宅區，距離莉安家僅1,300碼（1,200）。2002年7月8日，泰勒在利兹刑事法庭承认绑架和谋杀莉安，被判处两项無期徒刑，法官告诉他，他将在监狱里度过余生。在审判结束时，将泰勒拘捕的刑警表示他们相信还可以破獲在列斯一帶發生的類似谋杀懸案，當中包括1992年布拉德福德性工作者伊冯娜·菲特（Yvonne Fitt）被殺害一案。
2003年4月3日，警方在审查了该地区尚未破获的性侵案件后，泰勒承认在谋杀莉安之前犯下的两起强奸，并再次被判处终身监禁，最低刑期为30年。在莉安案后，警方重新启动了至少十起懸案调查。